# 1992年夏季残疾人奥林匹克运动会比利时代表团
1992年夏季残疾人奥林匹克运动会比利时代表团是比利时派出的1992年夏季残疾人奥林匹克运动会代表团。获得5枚金牌、5枚银牌和7枚铜牌。